# Pokolgép
I Pokolgép sono il più importante gruppo Heavy metal ungherese, formato intorno al 1982. Sono stati fra le prime band ungheresi insieme a gruppi quali Moby dick e Ossian. Il loro primo album, Totális Metal e il successivo Pokoli színjáték sono due capisaldi indiscussi del metal ungherese.

## Membri
- József Rudán 1990-presente (voce)
- Gábor Kukovecz 1982-presente (chitarra)
- Dávid Nagy 2001-presente (chitarra)
- Csaba Pintér 1996-presente (basso)
- Csaba Czébely 2006-presente (batteria)

## Discografia
- 1986: Totális Metal
- 1987: Pokoli színjáték
- 1989: Éjszakai bevetés
- 1990: Metál az ész
- 1990: Koncertlemez (live)
- 1991: Adj új erőt
- 1992: Vedd el, ami jár
- 1995: Az utolsó merénylet (live)
- 1996: A gép
- 2000: Csakazértis
- 2001: Ancient Fever (Csakazértis - English version)
- 2001: Live (live)
- 2002: Te sem vagy más
- 2002: Momentum (Végtelen úton) (re-recorded ballads)
- 2004: A túlélő
- 2006: Oblatio (re-recorded songs)